# Brazylijski Korpus Ekspedycyjny

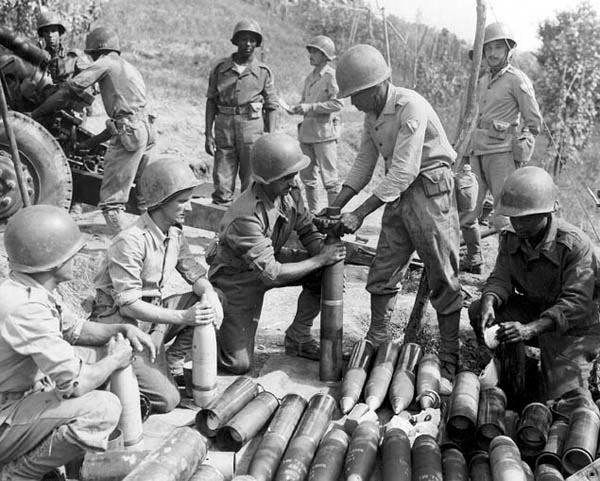
Artyleria brazylijska na Linii Gotów

Brazylijski Korpus Ekspedycyjny (port. Força Expedicionária Brasileira, w skrócie FEB) – brazylijski korpus piechoty biorący udział w II wojnie światowej w Europie. Liczył ok. 25 700 żołnierzy. Brazylia była jedynym krajem Ameryki Południowej, który wysłał swych żołnierzy do walki na fronty II wojny światowej. Jego dowódcą był generał João Baptista Mascarenhas de Morais, który za swoje czyny został awansowany do stopnia marszałka polnego jako ostatni Brazylijczyk. 

## Historia
Korpus wypłynął z Brazylii 2 lipca 1944 roku. Pożegnał go osobiście prezydent Getúlio Vargas (jego syn był jednym z żołnierzy formacji). Wylądował w Neapolu w połowie lipca 1944 roku i został podporządkowany dowództwu amerykańskiemu. Miasto nie było przygotowane na jego przyjęcie, w tym zaopatrzenie w żywność i broń. Amerykanie nie traktowali żołnierzy brazylijskich jak równoprawnych sojuszników. System zaplecza, rezerw, organizacji i dowodzenia oddziałów brazylijskich był fatalny. Sytuacja poprawiła się po przesunięciu korpusu na północ od Rzymu i podporządkowaniu go dowództwu generała Marka Wayne’a Clarka, który postanowił dać Brazylijczykom szanse walki z wrogiem. 15 września 1944 roku korpus włączył się do lekkiego boju na północ od Pizy, a ciężkie walki odbył w listopadzie i grudniu 1944 roku oraz w lutym 1945 roku, w okolicach Monte Castello di Vibio na Linii Gotów. Głównie z braku doświadczenia, korpus poniósł ogromne straty, walcząc dzielnie i zdobywając ostatecznie cel. 
W dniu, kiedy pierwszy statek wypłynął z Neapolu w drogę powrotną do Brazylii, minister wojny Eurico Gaspar Dutra wydał rozkaz rozwiązujący formację z dniem powrotu. Zakazano też noszenia odznaki korpusu, tworzenia grup kombatanckich, dyskutowania o kampanii włoskiej, a także czytania wierszy tworzonych przez żołnierzy na froncie. Członkowie korpusu zostali natychmiast zdemobilizowani lub rozproszeni wśród innych formacji. Przyczyną tak nagłych działań było zagrożenie polityczne ze strony korpusu w stosunku do panującej wówczas w Brazylii władzy.

## Podsumowanie
Ogólnie siły lądowe walczyły we Włoszech od września 1944 do maja 1945 roku, podczas gdy marynarka wojenna i lotnictwo walczyły na Atlantyku od połowy 1942 do końca II wojny światowej. Podczas ośmiomiesięcznych walk we Włoszech Brazylijski Korpus Ekspedycyjny wziął do niewoli 20 573 jeńców wojennych państw Osi, w tym dwóch generałów, 892 oficerów i 19 679 żołnierzy o innych stopniach wojskowych. Podczas wojny Brazylia straciła 948 zabitych we wszystkich trzech rodzajach sił zbrojnych.

## W kulturze popularnej
W 2014 szwedzki zespół powermetalowy Sabaton poświęcił FEB utwór „Smoking Snakes”, który znalazł się na płycie Heroes.